# Cargo (film, 2006)
Pour les articles homonymes, voir Cargo (homonymie).
Pour plus de détails, voir Fiche technique et Distribution.
Cargo est un film réalisé par Clive Gordon, sorti en 2006.

## Synopsis
Un jeune routard a des problèmes en Afrique et décide de revenir en Europe en embarquant sur un cargo. Mais durant le voyage, les marins du bateau semblent disparaître tour et tour et le capitaine semble savoir pourquoi.

## Fiche technique
- Titre : Cargo
- Réalisation : Clive Gordon
- Scénario : Paul Laverty
- Musique : Sergio Moure et Stephen Warbeck
- Photographie : Sean Bobbitt
- Montage : Fernando Franco
- Production : Andrea Calderwood et Juan Gordon
- Société de production : Morena Films, Slate Films, Hepp Film, Oberón Cinematográfica, Vaca Films, Matador Pictures, Canal+ España, Televisió de Catalunya, Telemadrid, TVV, Televisión de Galicia, Euskal Irrati Telebista, Televisión Pública de Canarias, Televisión Autonómica de Castilla-La Mancha, De Palacio Films, FilmFour et Wild Bunch
- Pays de production :  Royaume-Uni,  Espagne,  Suède et  France
- Genre : aventures, drame et thriller
- Durée : 95 minutes
- Date de sortie : 
  - Espagne : 10 mars 2006

## Distribution
- Peter Mullan : Brookes
- Daniel Brühl : Chris
- Luis Tosar : Baptist
- Samuli Edelmann : Rhombus
- Gary Lewis : Herman
- Nikki Amuka-Bird : Subira
- Ricky Grover : Elvis
- Koen Balcaen : Spike
- Christopher Fairbank : Ralph
- Carlos Blanco : Sasha
- Lois Soaxe : Orlando
- Jan Willem : Luis
- Joan Serrats : Ramazan
- Pere Eugeni Font : Frank 1
- Gonzalo Cunill : Frank 2
- Kwaku Ankomah : Abrahim

## Distinctions
Le film a été nommé pour trois prix Mestre Mateo et a remporté celui du meilleur acteur pour Luis Tosar.